# アマータ

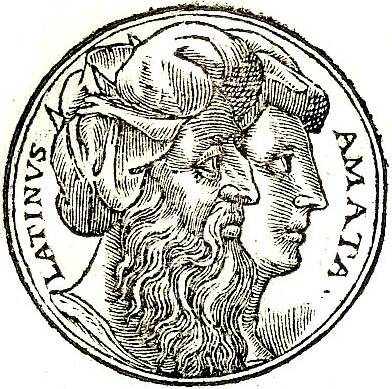
ラティーヌスとアマータ。

アマータ（羅: Amata）は、ローマ神話におけるラテン人の王ラティーヌスの妻で、娘ラーウィーニアの母。長音を省略してアマタとも表記される。

## 神話
ウェルギリウスの叙事詩『アエネーイス』によると、アマータと夫ラティーヌスとの間には息子がいたが、若くして世を去り、娘のラーウィーニアしかいなかった。彼女の娘には非常に多くの求婚者が現れた。その中でも結婚相手の最有力の候補はトゥルヌスであり、アマータは娘をトゥルヌスと結婚させようと熱心に考えていた。後に英雄アエネーアースがラーウィーニアとの結婚を求めてきたとき、アマータはトロイア人を憎む女神ユーノーによって呼び出された復讐の女神アレークトーに扇動され、ラーウィーニアとトゥルヌスの婚約が既に成立していると主張して反対した。しかしその効果がなかったとき、アレークトーの蛇に突き動かされて狂乱した。その様子を見るとアレークトーはさらにトゥルヌスとアエネーアースの戦争を画策して回った。この物語は『アエネーイス』第7巻の大部分を構成している。トゥルヌスが戦死したことを知ると、アマータは首を吊って死んだ。